# Алі Адлер
Еллісон Бет Адлер (англ. Allison Beth Adler; нар. 30 травня 1967) — канадсько-американська телевізійна продюсерка та сценаристка. Вона — співтворець «Супердівчини» та «Нової норми», а також відома своєю роботою над «Чаком» і «Гріфінами».

## Раннє життя
Адлер народилася в Монреалі, Квебек, Канада, в єврейській родині. Її дід і батько пережили Голокост у Румунії. Згодом вони стали американськими громадянами.

## Кар'єра
Адлер розпочала свою кар'єру роботою над телесеріалом під назвою «Шафа Вероніки» 1997 року. З 2001 до 2002 року Адлер продюсувала 13 епізодів «Гріфінів» і 16 епізодів «Журналу мод»; вона була продюсеркою-супервайзером дев'яти епізодів «Триматися до кінця». Вона була співвиконавчою продюсеркою в різних шоу, включно з «Життя як воно є», «Жінки певного віку» (англ. Women of a Certain Age) та «Причини Емілі, чому ні».
Адлер продюсувала «Чака» як співвиконавча та виконавча продюсерка з 2007 до 2010 року. Потім Адлер долучилася до серіалу ABC «Незвичайна родина» у травні 2010 року, а 2011 року стала частиною команди сценаристів «Хору», починаючи зі третього сезону. Вона та творець «Хору» Раян Мерфі спільно створили «Нову норму», над якою вона працювала до скасування серіалу у травні 2013 року.
2015 року Адлер створила «Супердівчину» спільно зі Грегом Берланті й Ендрю Крайсбергом. Драма заснована на двоюрідній сестрі Супермена — Карі Зор-Ел. Після двох сезонів, 2017 року Адлер залишила повний робочий день у «Супердівчині», аби долучитися до перезавантаження The CW «Династії», та підписала угоду з розробки з CBS Television Studios.

## Особисте життя
З 2001 до 2011 року Адлер була в стосунках з акторкою Сарою Гілберт.
2013 року Адлер почала зустрічатися з продюсеркою та сценаристкою Ліз Бріксіус. Пара заручилася в листопаді 2014 року. Вони розлучилися в травні 2017 року.